# Nhóm ngôn ngữ Dard
Nhóm ngôn ngữ Dard (còn gọi là Dardu hoặc Pisaca) là một nhóm ngôn ngữ nhỏ thuộc ngữ chi Ấn-Arya nói ở mạn Bắc Gilgit-Baltistan và Khyber Pakhtunkhwa (Pakistan), Jammu và Kashmir (miền Bắc Ấn Độ) và Đông Afghanistan. Tiếng Kashmir/Koshur là ngôn ngữ Dard nổi bật nhất, với truyền thống văn học lâu đời và được công nhận là một trong những ngôn ngữ chính thức của Ấn Độ.

## Lịch sử
Các thuật ngữ "Dardic" và "Dardistan" được đặt ra bởi GW Leitner vào cuối thế kỷ 19, bắt nguồn từ thuật ngữ Hy Lạp và Latinh Daradae, bắt nguồn từ thuật ngữ tiếng Phạn gọi người dân trong khu vực, Daradas. Những thuật ngữ này không được sử dụng hiện tại trong khu vực. Trong ghi chép Vệ đà, Daradas được xác định là khu vực sông Gilgit, thuộc vùng Gilgit-Baltistan (một phần của Baloristan cổ đại) dọc theo sông Ấn (Indus).
Georg Morgenstierne (1961), sau một "quãng đời nghiên cứu", đã đưa ra quan điểm rằng chỉ có các ngôn ngữ "Kafiri" (Nuristan) tạo nên một nhánh độc lập trong ngữ tộc Ấn-Iran tách biệt với các ngữ chi Ấn-Arya và ngữ chi Iran. Ông ta cho rằng các ngôn ngữ Dard thuộc Ấn-Arya.
Cách phân nhóm này được thừa nhận là, ở một mức nào đó, mang tính địa lý hơn là ngôn ngữ học. Buddruss bác bỏ hoàn toàn nhóm Dard và đặt các ngôn ngữ này trong nhóm ngôn ngữ Ấn-Arya Trung.
Trường hợp của tiếng Kashmir khá khác thường. Các đặc điểm Dard của nó gần với tiếng Shina, thường được cho là thuộc phân nhóm ngôn ngữ Dard Đông. "Tiếng Kashmir được sử dụng bởi người Kashmir Hindu Pandit bị ảnh hưởng mạnh mẽ bởi văn hóa và văn học Ấn Độ và phần lớn từ vựng của nó bây giờ có nguồn gốc Ấn Độ và thường được xếp chung với các ngôn ngữ Ấn-Arya gốc Phạn ở miền bắc Ấn Độ".
Theo mô hình được đề xuất bởi Asko Parpola, các ngôn ngữ Dard phát sinh trực tiếp từ phương ngữ Rigveda của tiếng Phạn Vệ Đà.
Mặc dù sự thật là nhiều ngôn ngữ Dard đã bị ảnh hưởng bởi những ngôn ngữ hàng xóm, nhưng nhóm Dard có thể cũng đã để lại một dấu ấn rõ rệt đối với các ngôn ngữ Ấn-Arya đó, chẳng hạn như tiếng Punjab và thậm chí còn vượt xa hơn. Người ta cũng khẳng định rằng một số ngôn ngữ Pahar Trung ở Uttarakhand thể hiện sự ảnh hưởng từ nhóm Dard. Mặc dù nó chưa đủ sức thuyết phục, một số nhà ngôn ngữ học đã đưa ra giả thuyết rằng trong thời cổ đại, các ngôn ngữ Dard có thể đã 'tận hưởng' một khu vực ngôn ngữ lớn hơn nhiều, trải dài từ cửa sông Ấn (ở Sindh) về phía bắc thành một vòng cung, rồi về phía đông qua khu vực mà ngày nay là Himachal Pradesh đến Kumaon.

## Phân nhóm
Nhóm ngôn ngữ Dard được phân chia thành các tiểu nhóm sau:
- Kashmir: tiếng Kashmir, tiếng Kashtwar
- Shina: tiếng Brokskad (Shina ở Baltistan và Ladakh), tiếng Kundal Shahi, tiếng Shina, tiếng Ushoji, và tiếng Kalkoti, tiếng Palula, tiếng Sawi
- Chitral: Kalasha và tiếng Khowar
- Kohistan: tiếng Bateri, tiếng Chilisso, tiếng Gowro, tiếng Kalami, tiếng Maiya (tiếng Kohistan Indus), tiếng Tirahi, tiếng Torwali và tiếng Wotapur-Katarqalai
- Pashay
- Kunar: tiếng Dameli, tiếng Gawar-Bati, tiếng Nangalami (bao gồm Grangali) và tiếng Shumashti

Trong các phân loại khác, tiếng Pashai có thể nằm trong nhóm Kunar và tiếng Kashmir nằm trong nhóm Shina. Tiếng Khetrani có thể là một ngôn ngữ Dard còn sót lại ở vùng Siraiki.
Thuật ngữ Kohistan được sử dụng phổ biến để chỉ một số ngôn ngữ riêng biệt ở các vùng núi phía Bắc Pakistan, bao gồm tiếng Maiya, tiếng Kalami và tiếng Torwali. Nó có thể được dịch là "tiếng núi".

## Đặc điểm
Nhóm ngôn ngữ Dard chia sẻ một số đặc điểm chung nhưng cũng có trật tự từ khác biệt với phần còn lại của nhóm Ấn-Arya cùng sự tiêu giảm âm bật hơi hữu thanh (chí ít là ở mức nào đó).

## Tài nguyên
- Morgenstierne, G. Irano-Dardica. Wiesbaden 1973;
- Morgenstierne, G. Die Stellung der Kafirsprachen. In Irano-Dardica, 327-343. Wiesbaden, Reichert 1975
- Decker, Kendall D. Sociolinguistic Survey of Northern Pakistan, Volume 5. Languages of Chitral.
- The Comparative study of Urdu and Khowar. Badshah Munir Bukhari National Language Authority Pakistan 2003.
- National Institute of Pakistani Studies, Quaid-i-Azam University & Summer Institute of Linguistics